# 구로다쇼역
구로다쇼역(일본어: 黒田庄駅 くろだしょうえき[*])은 일본 효고현 니시와키시에 위치한 서일본 여객철도 가코가와 선의 철도역이다. 단선 승강장 1면 1선의 구조를 갖춘 지상역이다.

## 이용 현황
| 연도     | 1일 평균 | 연도     | 1일 평균 |
| 2000년도 | 52       | 2007년도 | 27       |
| 2001년도 | 47       | 2008년도 | 28       |
| 2002년도 | 39       | 2009년도 | 28       |
| 2003년도 | 36       | 2010년도 | 28       |
| 2004년도 | 28       | 2011년도 | 31       |
| 2005년도 | 23       | 2012년도 | 32       |
| 2006년도 | 27       |          |          |
| -------- | -------- | -------- | -------- |

## 역 주변
- 후쿠타니 공원

## 역사
- 1923년 : 초대 역사 건설.
- 1924년 12월 27일 : 반탄 철도 노무라 역 - 다니카와역 간의 개통과 동시에 개업. 여객 · 화물의 취급을 개시.
- 1943년 6월 1일 : 반탄 철도의 국유화에 의해, 일본국유철도 가코가와 선의 소속으로 한다.
- 1964년 11월 1일 : 화물의 취급을 개시.
- 1987년 4월 1일 : 일본국유철도 분할 민영화에 의해, 서일본 여객철도가 승계.
- 1990년
  - 6월 1일 : 가코가와 철도부 발족에 의해, 그 관할로 한다.
  - 10월 1일 : 무인화.
- 2004년 11월 하순 : 초대 역사 해체.
- 2005년
  - 1월 27일 : 2대째 역사의 지진제가 거행됨.
  - 4월 10일 : 2대째 역사의 준공식이 거행됨.
- 2009년 7월 1일 : 가코가와 철도부 폐지에 수반해 고베 지사 직할로 변경되어, 가코가와 역의 피관리역이 되었다.

## 인접 역
| 서일본 여객철도 가코가와 선 | 서일본 여객철도 가코가와 선 | 서일본 여객철도 가코가와 선 |
| --------------------------- | --------------------------- | --------------------------- |
| 니혼헤소코엔 가코가와 방면  | ■ 가코가와 선               | 혼쿠로다 다니카와 방면      |